# Рок (округ Рок, Вісконсин)
Рок (англ. Rock) — місто (англ. town) в США, в окрузі Рок штату Вісконсин. Населення — 2981 особа (2020).

## Демографія
Згідно з переписом 2010 року, у місті мешкало 3196 осіб у 1240 домогосподарствах у складі 864 родин. Було 1346 помешкань
Расовий склад населення:
| - 93,2 % — білих - 2,0 % — чорних або афроамериканців - 0,3 % — азіатів - 0,2 % — корінних американців - 2,8 % — осіб інших рас |

До двох чи більше рас належало 1,4 %. Частка іспаномовних становила 4,9 % від усіх жителів.
За віковим діапазоном населення розподілялося таким чином: 21,4 % — особи молодші 18 років, 65,0 % — особи у віці 18—64 років, 13,6 % — особи у віці 65 років та старші. Медіана віку мешканця становила 42,7 року. На 100 осіб жіночої статі у місті припадало 108,1 чоловіків;  на 100 жінок у віці від 18 років та старших — 111,9 чоловіків також старших 18 років.
Середній дохід на одне домашнє господарство  становив 55 743 долари США (медіана — 51 330), а середній дохід на одну сім'ю — 57 589 доларів (медіана — 57 944). Медіана доходів становила 35 335 доларів для чоловіків та 32 877 доларів для жінок. За межею бідності перебувало 13,1 % осіб, у тому числі 24,0 % дітей у віці до 18 років та 8,0 % осіб у віці 65 років та старших.
Цивільне працевлаштоване населення становило 1387 осіб. Основні галузі зайнятості: виробництво — 30,4 %, освіта, охорона здоров'я та соціальна допомога — 11,5 %, науковці, спеціалісти, менеджери — 11,1 %.